# Waisenegg
Waisenegg ist eine ehemalige Gemeinde mit 1069 Einwohnern (Stand 1. Jänner 2016) in der Marktgemeinde Birkfeld im Bezirk Weiz, Steiermark. Im Rahmen der steiermärkischen Gemeindestrukturreform
ist sie seit 2015 mit den Nachbargemeinden Gschaid bei Birkfeld, Haslau bei Birkfeld, Birkfeld und Waisenegg zusammengeschlossen. Die neue Marktgemeinde führt den Namen „Birkfeld“ weiter.

## Geografie
Waisenegg liegt im Oststeirischen Hügelland in den Fischbacher Alpen, nordwestlich von Birkfeld.

### Gliederung
Das Gemeindegebiet umfasste folgende zwei Katastralgemeinden und gleichnamigen Ortschaften (Einwohner Stand 1. Jänner 2024, Fläche Stand 31. Dezember 2023):
- Piregg (276 Ew., 1.174,12 ha)
- Waisenegg (726 Ew., 1.429,88 ha)

## Geschichte
Das Urbar des Bischofs von Seckau erwähnt 1295 erstmals Wessenekke. Im Zehentbuch von 1389 wird dann auch Pirchek erwähnt. 1968 erfolgte die Vereinigung der 1850 gegründeten Gemeinden Waisenegg und Piregg. Im Jahre 2015 bestand die Gemeinde bereits 165 Jahre, bevor sie im Rahmen der steiermärkischen Gemeindestrukturreform mit den Nachbargemeinden Gschaid bei Birkfeld, Haslau bei Birkfeld, Koglhof und Birkfeld zusammengeschlossen wurde.
Die neue Marktgemeinde führt den Namen „Birkfeld“ weiter.

## Politik
Letzter Bürgermeister der Gemeinde war Franz Tiefengraber. Der Gemeinderat setzte sich nach den Wahlen von 2010 wie folgt zusammen: 12 ÖVP, 2 SPÖ, 1 FPÖ.

### Wappen
Die Verleihung des Gemeindewappens erfolgte mit Wirkung vom 1. Oktober 1982.
Blasonierung:
„Ein roter Schild mit goldenen Körnern besät und über das Feld einen goldenen Rost, Zeichen des Hl. Laurentius, gelegt“

## Kultur und Sehenswürdigkeiten

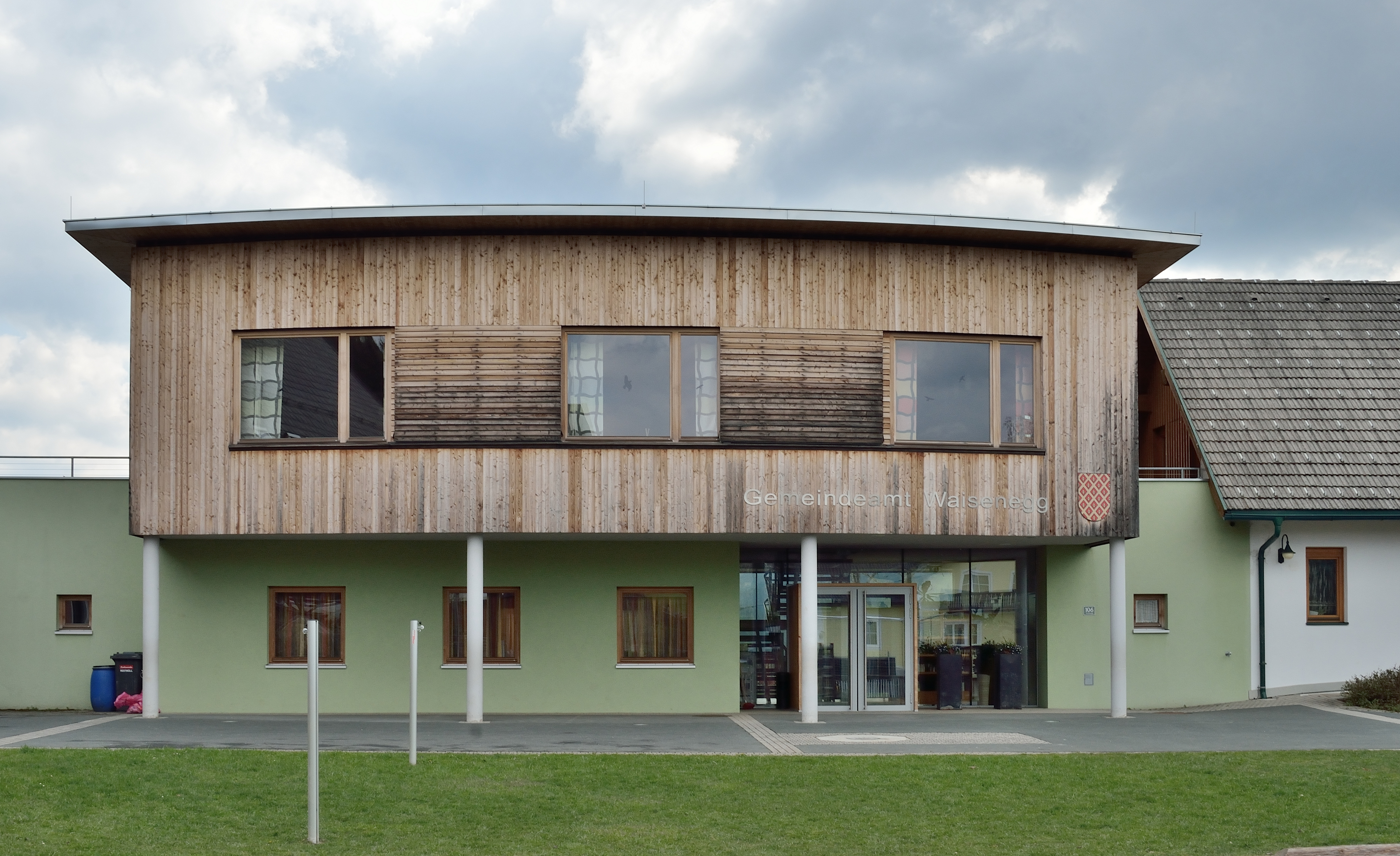
Ehemaliges Gemeindeamt
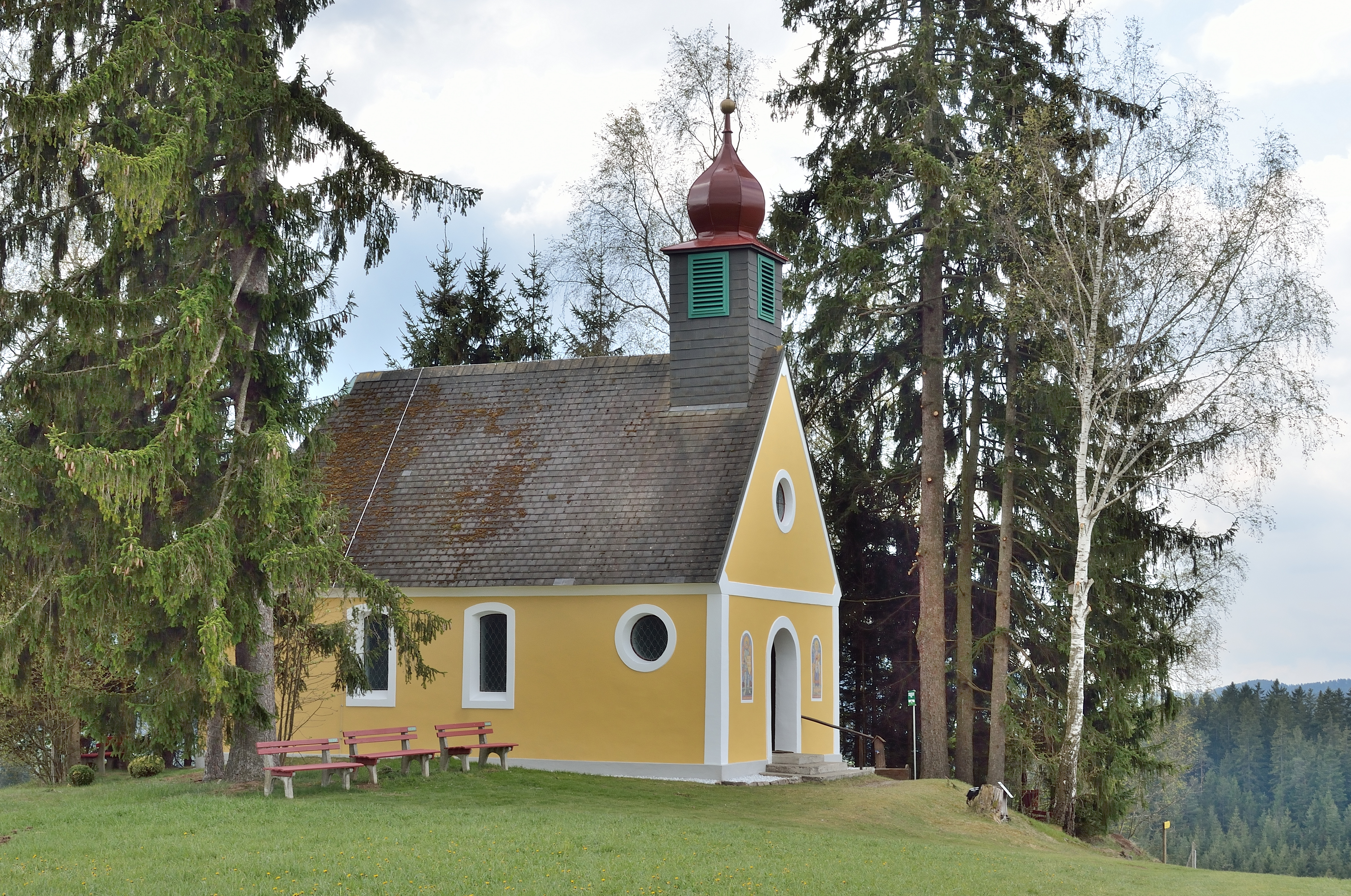
Gedächtniskapelle Waisenegg

## Persönlichkeiten

### Ehrenbürger
- 1976: Franz Höller, Heimatdichter[8]